# Helocordulia uhleri
Helocordulia uhleri är en trollsländeart som först beskrevs av Selys 1871.  Helocordulia uhleri ingår i släktet Helocordulia och familjen skimmertrollsländor. IUCN kategoriserar arten globalt som livskraftig. Inga underarter finns listade i Catalogue of Life.